# Marcio Jorge
Marcio Carvalho Jorge (28 de enero de 1975) es un jinete brasileño que compite en la modalidad de concurso completo. Ganó cuatro medallas en los Juegos Panamericanos entre los años 2011 y 2023.

## Palmarés internacional
| Juegos Panamericanos | Juegos Panamericanos | Juegos Panamericanos | Juegos Panamericanos |
| Año                  | Lugar                | Medalla              | Categoría            |
| -------------------- | -------------------- | -------------------- | -------------------- |
| 2011                 | Guadalajara (México) | Medalla de bronce    | Por equipos          |
| 2015                 | Toronto (Canadá)     | Medalla de plata     | Por equipos          |
| 2023                 | Santiago (Chile)     | Medalla de plata     | Individual           |
| 2023                 | Santiago (Chile)     | Medalla de bronce    | Por equipos          |